# Eloy Vargas
Eloy Antonio Camacho Vargas (Moca, Espaillat, 30 de diciembre de 1988) es un jugador de baloncesto dominicano que actualmente juega en Paisas BBC de la BCLA. Con 2,11 metros de estatura, su puesto natural en la cancha es el de pívot.

## Trayectoria

### Universidad
El jugador se formó a caballo entre la Universidad de Florida (2008-09) y en la de Kentucky con la que se proclamó campeón de la NCAA en 2012, a la que perteneció dos temporadas. A las órdenes de John Calipari llegó a la Final Four en dos ocasiones consecutivas (2011 y 2012), proclamándose campeón la segunda vez. 

### Profesional
Vargas militó dos temporadas con los Cañeros de La Romana de la LNB. En agosto de 2012 se comprometió con el CB Clavijo de la Liga LEB Oro en España, sin llegar a incorporarse al equipo, lo que motivó la rescisión de su contrato. 
En verano de 2013, disputó la Liga de Las Vegas de la NBA con los New York Knicks, competición en la que promedió 5,6 puntos y 3,8 rebotes, y siguió con su selección nacional disputando el torneo FIBA Amércicas en el que República Dominicana logró el gran éxito de clasificarse para el Mundial de España de 2014. Vargas tuvo un papel relevante en su selección con 7,2 puntos, 5,1 rebotes y 8,3 de valoración en 17 minutos de juego por partido.
En noviembre de 2013 el Baloncesto Fuenlabrada de Liga ACB ficha al pívot dominicano teniendo que negociar para conseguir el transfer del jugador que se había comprometido con el Alba Fehervar húngaro. Promedió 5.5 puntos y 4 rebotes en 15 minutos por encuentro en las filas del equipo fuenlabreño. 
En 2014, Vargas jugó con los Metros de Santiago después que fue traspasado de los Cañeros del Este en abril de 2014. Con los Metros disputó sólo 6 partidos en la serie regular, promediando 14,0 puntos, 8,3 rebotes y 1,8 tapones por partido. Vargas y los Metros se proclamaron Campeón de la Liga Nacional de Baloncesto de la República Dominicana haciéndose con la Copa Banreservas, Vargas aportó 10,0 puntos y 7,3 rebotes por partido en la serie final.
El 1 de noviembre de 2014 fue elegido en la décima séptima posición del Draft de la NBA Development League de 2014 por Los Angeles D-Fenders (actualmente South Bay Lakers). Disputa la temporada 2014/15 con dicho club, participando en 30 partidos con promedios de 8.7 puntos y 6 rebotes. En abril de 2015 se incorpora a los Vaqueros de Bayamón de la liga puertorriqueña, 
Inicia la temporada 2015/16 con el EK Kavala de la liga griega. Juega siete partidos en los que marca medias de 7.5 puntos y 4.8 rebotes hasta abandonar el equipo en el mes de noviembre e incorporarse al Defensor Sporting de la liga uruguaya. 
En diciembre de 2016 se confirmó su llegada a Gimnasia y Esgrima de la Liga Nacional de Básquet de Argentina. Disputó 39 partidos y acreditó 14.2 puntos y 8.2 rebotes en dicha temporada 2016/17.
En la temporada 2017/18 juega en la liga francesa para el Boulazac Basket Dordogne, promediando 8.1 puntos y 5.4 rebotes en 20 partidos. En febrero abandona el equipo y retorna al Gimnasia y Esgrima, donde termina la temporada.
En 2018/19 continúa en el Gimnasia y Esgrima, disputando un total de 42 partidos en los que promedia 15.7 puntos y 9.2 rebotes. En junio se integra en la plantilla de los Trotamundos de Carabobo para jugar 9 partidos de la liga venezolana registrando 13.4 puntos, 7.4 rebotes y 1.3 tapones por partido.
De cara a la 2019-2020 firma por el Flamengo.
[actualizar]
Jugó la Liga Colombiana de Baloncesto 2023-II y la Liga Sudamericana de Baloncesto 2023 con los Titanes de Barranquilla.
En marzo de 2024 regresó a Uruguay para reforzar a Peñarol.
[actualizar]
En enero de 2025 se une al Paisas Basketball de Colombia para disputar la Liga de Campeones de las Américas.

## Selección nacional
Vargas juega en la selección de baloncesto de la República Dominicana desde 2013. 
Ha sido parte de los equipos que compitieron en la Copa Mundial de Baloncesto de 2014 y en la Copa Mundial de Baloncesto de 2019.  
También participó de dos ediciones de la FIBA AmeriCup (2013 y 2015) y del Centrobasket (2014 y 2016).
Durante agosto y septiembre de 2023 fue integrante de la selección de República Dominicana que participó en el Mundial de 2023 celebrado en Asia, y que finalizó en decimocuarto lugar.
En julio de 2024 disputó el Torneo Preolímpico FIBA 2024 en Grecia.